# Winnie Mandela
Winnie Mandela, volledige naam Nomzamo Winifred Zanyiwe Madikizela (Bizana (Oost-Kaap), 26 september 1936 – Johannesburg, 2 april 2018), was een Zuid-Afrikaans activiste. Ze was de vrouw van president en dissident Nelson Mandela.

## Levensloop

### Activiteiten
Madikizela en Mandela trouwden in 1958. Toen Nelson Mandela in 1962 werd opgepakt, zette Winnie de strijd tegen de apartheid buiten de gevangenismuren voort, waardoor ze bij de zwarte bevolking van Zuid-Afrika zeer populair werd. Ze nam de positie in van voorzitter van de vrouwenorganisatie van het verboden Afrikaans Nationaal Congres, en zat in die hoedanigheid ook in het ondergrondse partijbestuur. Zij voedde haar dochters op terwijl haar man gevangen zat op Robbeneiland, en leidde samen met Albertina Sisulu (echtgenote van Walter Sisulu) vrijheidsmarsen. Zelf zat Winnie Mandela in 1969 en 1970 achttien maanden in eenzame opsluiting in Pretoria Central Prison, veroordeeld wegens samenzwering tegen de apartheidsregering.

### Zaak-Stompie
Haar imago liep in 1991 een behoorlijke deuk op toen ze door de rechtbank schuldig werd bevonden voor haar aandeel in de ontvoering van en moord op de 14-jarige Stompie Seipei. Deze jonge zwarte Zuid-Afrikaan werd wegens vermeend verraad door de lijfwachten van Mandela vermoord. De lijfwachten, verenigd in de privémilitie Mandela United Football Club, voerden een schrikbewind. Ook was Winnie Mandela in de jaren tachtig positief over zogeheten halsbandmoorden op echte en vermeende collaborateurs met het apartheidsregime. Hoewel Winnie's radicalere politieke opvattingen en gedrag ongetwijfeld een rol hebben gespeeld bij de verwijdering tussen haar en Nelson Mandela, gaf deze zelf als oorzaak voor de door hem aangevraagde echtscheiding aan dat hij zich na zijn vrijlating eenzaam voelde in het samenleven met Winnie. De echtgenoten woonden apart sinds 1992, en de echtscheiding werd officieel van kracht in april 1996.
In april 2003 werd Winnie Mandela veroordeeld tot vijf jaar celstraf, waarvan een jaar voorwaardelijk, wegens fraude en diefstal. In hoger beroep werd ze uiteindelijk (alleen voor fraude) veroordeeld tot 3,5 jaar voorwaardelijke gevangenisstraf.

### Comeback
Winnie Mandela was na haar veroordeling bij de meer radicale aanhang van het ANC onverminderd populair. In december 2007 werd ze weer gekozen in het hoofdbestuur van de partij, waarbij ze de meeste stemmen kreeg.

### Reacties
Mandela werd wereldwijd in veel landen geroemd vanwege haar verzet tegen de apartheid. In 1986 kreeg ze bijvoorbeeld een eredoctoraat van de Universiteit Utrecht. In Leiden was het buurthuis in de wijk de Stevenshof tussen 1988 en 1991 naar haar vernoemd. De Nederlandse cabaretier Herman van Veen noemde een personage in de door hem geschreven tekenfilmserie over Alfred Jodocus Kwak naar haar.